# Équipe du Vietnam des moins de 20 ans de football
Maillots
L'équipe du Viêt Nam de football des moins de 20 ans est une sélection de joueurs de moins de 20 ans au début des deux années de compétition placée sous la responsabilité de la Fédération du Viêt Nam de football.

## Parcours en compétition internationale

### Coupe du monde des moins de 20 ans
| Coupe du monde des moins de 20 ans | Coupe du monde des moins de 20 ans | Coupe du monde des moins de 20 ans | Coupe du monde des moins de 20 ans | Coupe du monde des moins de 20 ans | Coupe du monde des moins de 20 ans | Coupe du monde des moins de 20 ans | Coupe du monde des moins de 20 ans |
| Année                              | Tour                               | J                                  | G                                  | N                                  | P                                  | Bp                                 | Bc                                 |
| ---------------------------------- | ---------------------------------- | ---------------------------------- | ---------------------------------- | ---------------------------------- | ---------------------------------- | ---------------------------------- | ---------------------------------- |
| 1977                               | Non qualifié                       | -                                  | -                                  | -                                  | -                                  | -                                  | -                                  |
| 1979                               | Non qualifié                       | -                                  | -                                  | -                                  | -                                  | -                                  | -                                  |
| 1981                               | Non qualifié                       | -                                  | -                                  | -                                  | -                                  | -                                  | -                                  |
| 1983                               | Non qualifié                       | -                                  | -                                  | -                                  | -                                  | -                                  | -                                  |
| 1985                               | Non qualifié                       | -                                  | -                                  | -                                  | -                                  | -                                  | -                                  |
| 1987                               | Non qualifié                       | -                                  | -                                  | -                                  | -                                  | -                                  | -                                  |
| 1989                               | Non qualifié                       | -                                  | -                                  | -                                  | -                                  | -                                  | -                                  |
| 1991                               | Non qualifié                       | -                                  | -                                  | -                                  | -                                  | -                                  | -                                  |
| 1993                               | Non qualifié                       | -                                  | -                                  | -                                  | -                                  | -                                  | -                                  |
| 1995                               | Non qualifié                       | -                                  | -                                  | -                                  | -                                  | -                                  | -                                  |
| 1997                               | Non qualifié                       | -                                  | -                                  | -                                  | -                                  | -                                  | -                                  |
| 1999                               | Non qualifié                       | -                                  | -                                  | -                                  | -                                  | -                                  | -                                  |
| 2001                               | Non qualifié                       | -                                  | -                                  | -                                  | -                                  | -                                  | -                                  |
| 2003                               | Non qualifié                       | -                                  | -                                  | -                                  | -                                  | -                                  | -                                  |
| 2005                               | Non qualifié                       | -                                  | -                                  | -                                  | -                                  | -                                  | -                                  |
| 2007                               | Non qualifié                       | -                                  | -                                  | -                                  | -                                  | -                                  | -                                  |
| 2009                               | Non qualifié                       | -                                  | -                                  | -                                  | -                                  | -                                  | -                                  |
| 2011                               | Non qualifié                       | -                                  | -                                  | -                                  | -                                  | -                                  | -                                  |
| 2013                               | Non qualifié                       | -                                  | -                                  | -                                  | -                                  | -                                  | -                                  |
| 2015                               | Non qualifié                       | -                                  | -                                  | -                                  | -                                  | -                                  | -                                  |
| 2017                               | 1er tour                           | 3                                  | 0                                  | 1                                  | 2                                  | 0                                  | 6                                  |
| 2019                               | Non qualifié                       | -                                  | -                                  | -                                  | -                                  | -                                  | -                                  |
| 2023                               | Non qualifié                       |                                    |                                    |                                    |                                    |                                    |                                    |
| 2025                               | Non qualifié                       |                                    |                                    |                                    |                                    |                                    |                                    |
| Total                              | 1/24                               | 3                                  | 0                                  | 1                                  | 2                                  | 0                                  | 6                                  |

## Palmarès
- Demi-finaliste de la Coupe d'Asie U19 en 2016
- 1er tour à la Coupe du monde de football des moins de 20 ans en 2017.